# 주시야마촌
주시야마촌(十四山村)은 아이치현 서부 아마군에 존재했던 촌이다. 

## 역사
- 1889년 10월 1일 - 정촌제 시행으로 아마군 주시야마촌이 성립하였다.
- 1906년 7월 1일 - 다카라지촌의 일부를 편입하였다.
- 1956년 4월 1일 - 에이와촌의 일부를 편입하였다.
- 1959년 9월 26일 - 이세 만 태풍에 의해 큰 피해를 받았다. 촌내 희생자는 36명이였다.
- 2006년 4월 1일 - 주시야마촌은 야토미정에 편입되었다. 동일 야토미정은 시로 승격해 야토미시가 되었다.

## 행정
- 촌장 - 사노 미네오 (佐野 峰夫) (1995년 4월 28일 - 2006년 3월 31일)

### 촌민 헌장
1. 대화를 진행하고 협력하여 평화롭고 즐거운 마을을 만듭시다.
2. 건강에 유의하여 일하는 기쁨에 살고 밝고 활기찬 마을을 만듭시다.
3. 푸른 하늘, 맑은 물, 녹색 대지를 지켜 안전하고 살기 좋은 마을을 만듭시다.
4. 교양을 높이고 문화의 향기가 풍부하고 행복한 마을을 만듭시다.
5. 개척자 정신을 살려 창의력이 풍부하고 젊은 힘이 넘치는 마을을 만듭시다.

## 재정

### 2004년도
- 재정력지수 0.68 아이치현 시정촌 평균 0.89
- 경상수지비율 97.2%
- 표준재정규모 14억3483만엔
- 보통회계세입 24억2150만엔
- 시정촌세 수입 제액 9억0727만엔
- 보통회계 세출 22억0126만엔
- 보통회계분 지방채 현재고 15억8872만엔
- 인구 1인당 지방채 현재고 27만6589엔 ※보통회계분만
- 기채 제한 비율 9.7% 아이치현 시정촌 평균 11.2
  - 내역 일반직원 65명(이 중 기능노무직 7명) 교육공무원 66명
- 마을 직원 1인당 평균 월급 월 28만1700엔
- 마을직원 1인당 인건비 개산치(연액) 833만9197엔 (인건비/직원수)
- 라스파이레스 지수 87.5

## 교통

### 철도
- 긴테쓰 나고야 선이 국도 1호에 병행하여 촌역의 북쪽을 스치고 있으나 촌역에 역은 설치되어 있지 않다. 동선의 사코기역이 주시야마촌의 사실상 현관문이었다.

### 도로
- 국도 제1호선